# Бэнкс, Херберт
Хе́рберт Э́рнест Бэнкс (англ. Herbert Ernest Banks; 19 июня 1876 — 27 апреля 1947) — английский футболист, левый инсайд. Выступал за клубы «Эвертон», «Сент-Миррен», «Терд Ланарк», «Миллуолл Атлетик», «Астон Вилла», «Бристоль Сити», «Уотфорд», «Ковентри Сити» и «Стаффорд Рейнджерс». В 1901 году провёл один матч за национальную сборную Англии.

## Футбольная карьера
Уроженец Ковентри, Бэнкс начал футбольную карьеру в молодёжной команде «Лемингтон», после чего играл за футбольную команду 72-й Сифортского хайлендского полка, в том числе в Индии. В 1896 году стал игроком английского клуба «Эвертон», дебютировав за «ирисок» 3 апреля 1896 года в матче против «Престон Норт Энд». Сыграв за «Эвертон» только два матча, Бэнкс отправился в аренду в шотландский клуб «Сент-Миррен». С 1897 по 1899 год выступал за шотландский «Терд Ланарк». 30 марта 1899 года перешёл в английский клуб «Миллуолл Атлетик». Проведя за команду 26 матчей и забив 11 голов в рамках Южной футбольной лиги, в апреле 1901 года Бэнкс перешёл в «Астон Виллу». Его дебют за бирмингемский клуб состоялся 7 сентября 1901 года в матче против «Бери». 9 ноября того же года перешёл в «Бристоль Сити». 30 ноября 1901 года дебютировал за клуб в матче Второго дивизиона против «Престон Норт Энд». В 1903 году Бэнк перешёл в «Уотфорд» под руководством Джона Гудолла. В сезоне 1903/04 забил 21 гол в 19 играх Южной лиги. В 1904 году стал игроком клуба «Ковентри Сити», сыграв 18 матчей и забив 12 голов в Лиге Бирмингема и окрестностей. В сезоне 1905/06 выступал за клуб бирмингемской лиги «Стаффорд Рейнджерс».
Будучи игроком «Миллуолл Атлетик», Бэнкс провёл один матч за национальную сборную Англии. Это произошло 9 марта 1901 года на стадионе «Делл» в Саутгемптоне. В той игре англичане сыграли против сборной Ирландии, одержав победу со счётом 3:0.
Во время Первой мировой войны Бэнкс служил в Королевской гарнизонной артиллерии, а затем в полку Вустершира в звании младшего капрала.